# Ubaldo Caccianemici
Ubaldo Caccianemici (Bologna, ... – 1171 circa) è stato un cardinale italiano.

## Biografia
Sulla sua vita si hanno poche notizie certe: secondo lo storico Alfonso Ciacconio († 1599) era un nipote di papa Lucio II e proveniva dal casato dei Caccianemici di Bologna. Probabilmente entrò nella congregazione dei Canonici regolari di San Frediano di Lucca.
Il 19 maggio 1144 Lucio II lo nominò cardinale prete di Santa Croce in Gerusalemme; in tale veste compare per la prima volta il 28 giugno dello stesso anno. Nel 1147 si recò assieme al cardinale vescovo Corrado di Sabina come legato papale all'abbazia di Farfa. Nel settembre 1159, nella doppia elezione di Alessandro III e di antipapa Vittore IV, si schierò dalla parte del primo. Nel 1162 fu rappresentante del papa al concilio di Saint-Jean-de-Losne. Dopo il 1158 ottenne il titolo di arciprete di Santa Romana Chiesa. La data della morte è sconosciuta, la testimonianza più tarda che lo vede ancora in vita è del 12 settembre 1170. Ardoino da Piacenza, suo successore quale cardinale di S. Croce, fu nominato solo nel 1178.

## Conclavi
Durante il suo periodo di cardinalato, Ubaldo Caccianemici partecipò ai seguenti conclavi:
- conclave del 1145, che elesse papa Eugenio III
- conclave del 1153, che elesse papa Anastasio IV
- conclave del 1154, che elesse papa Adriano IV
- conclave del 1159, che elesse papa Alessandro III